# Farruch Sijar
Farruch Sijar, Farrukh Siyar eller Muhammad Farrukhsiyar, född 1687, död 1 mars 1719, var en indisk mogul. Han var  son till Azim-ush-Shan och sonson till stormogulen Alam I. Han uppsteg på mogultronen 11 juni 1713 med hjälp av de två beryktade bröderna Saiyid. Farruch kom att bli en marionett, medan Saiyid Huseyn Ali blev storvisir och dennes bror Abdullah överbefälhavare för mogulens armé.
Under Farruchs regeringstid lyckades mogulriket vinna militärt över sikherna och avrätta sikhernas ledare Banda Bahadur 1716. Året därpå  släppte man in Brittiska Ostindiska Kompaniet i Bengalen. Slutligen bestämde sig Saiyidbröderna för att göra sig av med Farruch, som fängslades, torterades och mördades 1719.